# Ла Кроче (Гросето)
Ла Кроче је насеље у Италији у округу Гросето, региону Тоскана.
Према процени из 2011. у насељу је живело 42 становника. Насеље се налази на надморској висини од 510 м.